# Maycrete-woning

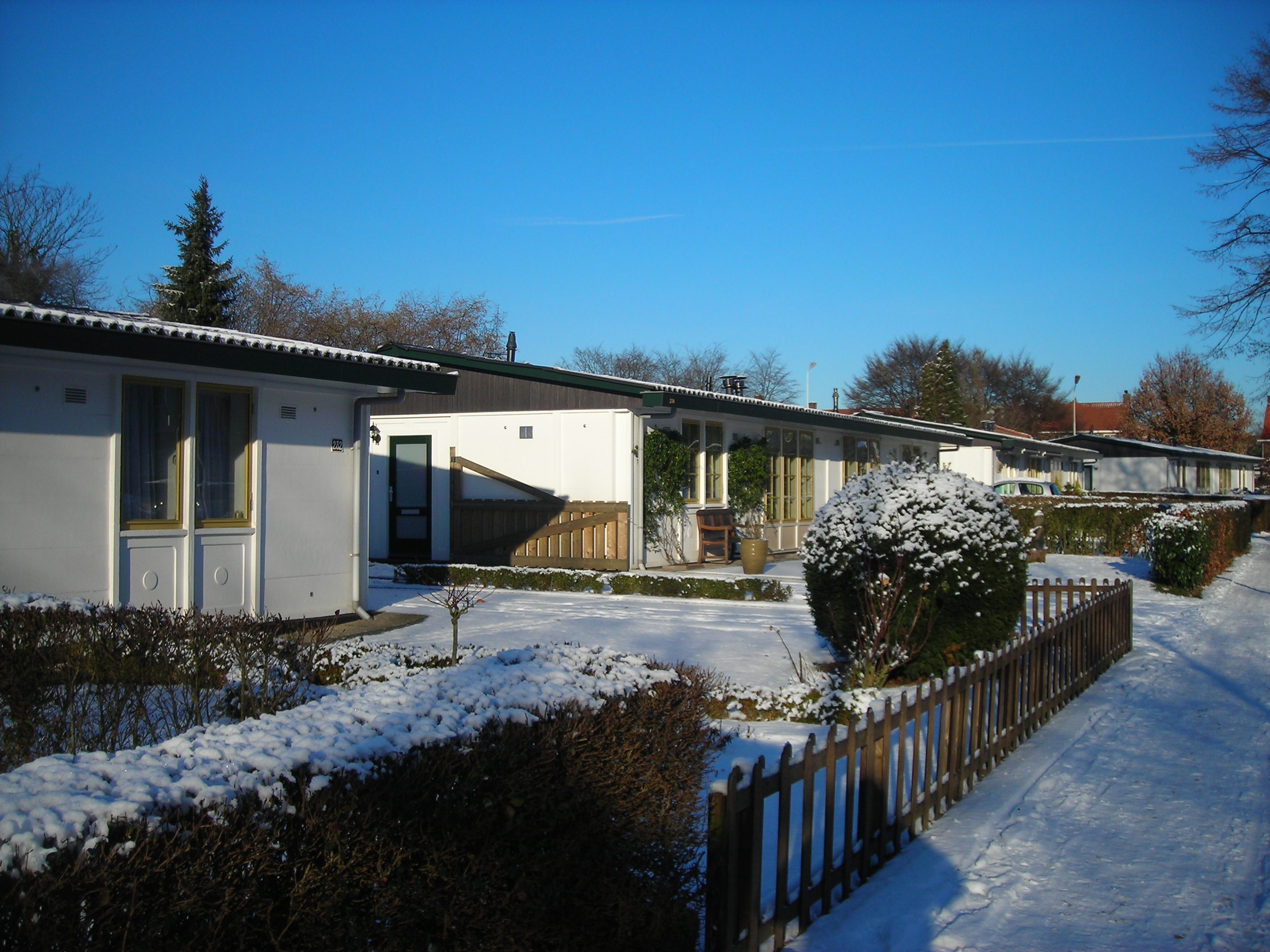
Maycrete-woningen in Nijmegen

Een Maycrete-woning is een prefabwoningtype dat na de Tweede Wereldoorlog op diverse plaatsen in Nederland gebouwd is als noodwoning. De naam is een samenvoeging van de naam van de ontwerper, de Amerikaanse architect Bernard Maybeck en het Engelse woord 'concrete', dat beton betekent. In totaal zijn in Nederland ten minste 930 van deze woningen gebouwd, grotendeels in Noord-Brabant, Zeeland en Gelderland.
Deze noodwoningen waren bedoeld om de woningnood op te lossen die ontstaan was doordat een deel van de Nederlandse woningen bij oorlogshandelingen was verwoest. Na de oorlog werd het Noodvolkshuisvestingsbesluit (1945) van kracht. Gemeenten die meer dan 20% van het woningbestand hadden verloren, konden in aanmerking komen voor noodwoningen. Onder voorwaarde dat de noodwoningen niet langer dan tien jaar zouden blijven staan, mocht worden afgeweken van de gemeentelijke bouwvoorschriften.
Diverse systeembouwprojecten werden begonnen, en het Ministerie van Openbare Werken en Wederopbouw bestelde bij Maycrete Sales Ltd. in Engeland onderdelen voor Maycrete-woningen. Deze twee-onder-één-kap-woningen werden voornamelijk uit gewapend beton en hout vervaardigd. De fundering bestond uit een ringbalk van beton. Hierop lag een met asfalt bestreken betonnen vloer. De wanden leken wel wat op een schutting en bestonden uit stijlen van schokbeton met daartussen platen van waterdicht beton, aan de binnenzijde afgetimmerd met hardboard. Het plafond was van zachtboard en het zadeldak was afgedekt met golfplaat van asbestcement. Wegens deviezengebrek werden alleen de wanden en het dak uit Engeland aangevoerd. Het houten binnenwerk werd in Nederland vervaardigd. De woningen waren geheel gelijkvloers en bevatten een woonkamer, drie slaapkamers, een badkamer met toilet en douche, die alleen via de ouder-slaapkamer bereikbaar was, een keuken en een inpandige berging. De plattegrond van de Nederlandse versie is aangepast door Huibert van Saane en week af van de Engelse, die geen gang kende. De Maycrete-woningen vielen onder de in Nederland gebouwde noodwoningen op doordat ze geen apart toilet hadden, maar dit in de badkamer was geïntegreerd.
De levensduur werd destijds geschat op circa tien jaar, maar de woningen bleken in de praktijk veel langer mee te gaan. Hoewel een deel van de woningen inmiddels is gesloopt, onder andere voor uitbreidingsplannen of wegen, zijn Maycrete-woningen nog steeds in Nederland te vinden in Arnhem, Breda, Eindhoven, Nijmegen, Oss, Tilburg en Hengelo (Ov). In Eindhoven, waar veel van deze woningen zijn gebouwd, worden ze "Makrietjes" genoemd. De woningen zijn populair bij de bewoners, omdat ze een lage huur hebben, geheel gelijkvloers zijn en op naar verhouding grote kavels zijn gelegen. Een aantal sloopplannen is na druk van de bewoners afgeblazen.

## Arnhem
In Arnhem werden in 1947 zestien Maycrete-woningen gebouwd aan de Catharina van Rennesstraat in de wijk Alteveer. Aan het begin van de 21e eeuw zouden de woningen worden gesloopt om plaats te maken voor nieuwbouw. In 2005 was er sprake van twee van de Maycrete-woningen van Woningbouwcorporatie Portaal naar het nabijgelegen Nederlands Openluchtmuseum te verhuizen. Het museum had echter geen geld voor dit project, en eiste dat Portaal voor ten minste tien jaar alle kosten voor de woningen op zich zou nemen. Hierop werd van de verhuizing afgezien. Later werden de Maycrete-woningen tot monument verklaard en gerenoveerd.

## Nijmegen
In Nijmegen werden in 1947 in totaal 68 Maycrete-woningen gebouwd; op twee locaties. De woningen werden geëxploiteerd door de Woningvereniging Nijmegen. Ze waren aanvankelijk Rijkseigendom, maar werden in 1951 door de gemeente Nijmegen overgenomen. De woningen zouden na vijftien jaar worden afgebroken. In 1963 werd de afbraak drie jaar uitgesteld. In 1966 werden de woningen gerenoveerd en in 1974 opnieuw. In 1989 vond nogmaals een renovatie plaats, nu met de aanzegging dat de woningen in 2004 zouden worden gesloopt. In 2008 werd besloten dat de acht woningen aan de Bosweg zullen worden afgebroken. De 60 woningen aan de Hatertseweg werden op 9 april 2008 aangewezen als monument.

## Oss
De 44 Maycrete-woningen in Oss zijn in 1993 gerenoveerd. Hierbij is een nieuwe buitenmuur om de bestaande muur gemetseld. Ook werden de deuren, de kozijnen en het hang- en sluitwerk vernieuwd en werd de badkamer opgeknapt. Na renovatie moeten de woningen minstens tot 2018 meegaan. Ze hebben ook niet langer de status van noodwoning. In 2018 zijn de asbesthoudende golfplaten gesaneerd en vervangen door  gegolfde geïsoleerde sandwich panelen.

## Overige plaatsen
In Breda staan tien Maycrete-woningen in de wijk Princenhage op de monumentenlijst. In Tilburg zouden 42 Maycrete-woningen aan de Ringbaan Zuid worden gesloopt voor nieuwbouw. In 2021 zijn deze woningen gesloopt. In 2008 moesten al 28 Maycrete-woningen elders in Tilburg plaatsmaken voor een ontsluitingsweg. In Hengelo, in de wijk Wilderinkshoek, staan 52 Maycrete-woningen.

Na het weer droogvallen van de Wieringermeer (indundatie/onderwaterzetting WOII, 17 april 1945) werd in Wieringerwerf in de Fazantstraat ('Betondorp') een groot aantal Maycrete-noodwoningen geplaatst, waarvan enkele als winkel werden gebruikt; ook twee kleuterscholen waren er jarenlang in ondergebracht. Eind 1989 werden de laatste woningen gesloopt.